# Гвідобальдо II делла Ровере
Гвідобальдо II делла Ровере (італ. Guidobaldo II Della Rovere; 2 квітня 1514 — 28 вересня 1574) — 7-й герцог Урбіно в 1538—1574 роках.

## Життєпис

### Молоді роки
Походив з династії делла Ровере. Син герцога Франческо Марії I та Елеонори Гонзаги. Народився 1514 року в Урбіно. Освіту здобув під орудою Гвідо Постумо де Сільвестрі з Пезаро. У 1523 році Гвідобальдо продовжив навчання, вивчаючи латину, грецьку, історію, етику, займався щоденними фізичними вправами, фехтуванням та кінним спортом.
У 1529 році долучився до венеційського війська. 1534 року одружився з представницею роду Варано, завдяки чому отримав права на герцогство Камаріно. Невдовзі оголосив себе герцогом Камаріно.

### Герцогування
1538 року після смерті батька успадкував герцогство. Не маючи державницького досвіду призначив міністрів Антоніо Статі, граф Монтебелло, і П'єтро Бонареллі, граф Орчано, яким доручив управління. Втім папа римський Павло III, бажаючи передати герцогство Камеріно онукові Оттавіо Фарнезе та прагнучи послабити Гвідобальдо II, 9 листопада 1538 року відлучив останнього від церкви, і через 10 днів позбавлено герцогства Урбіно. Гвідобальдо II вважав за краще домовитися, уникаючи відкритої війни. Капітуляція відбулася 3 січня 1539 року, папські війська увійшли до Камеріно 17 січня. У відповідь відновлений в Урбіно та отримав компенсацію в 78 тис. скудо.
1546 року стає генералом венеційської армії (обіймав до 28 лютого 1553 року). 1547 року помирає його дружина. У 1548 році герцог одружився з небогою папи римського Павла III, поширивши герцогську інвеституру Урбіно на всю територію, якою керував герцог (до того часу керувався у формі вікаріатства): цим було завершено адміністративно-державне об'єднання території. Також його молодший брат Джуліо став кардиналом.
1553 року папа римський Юлій III призначає його капітан-генералом Церкви. Зберіг посаду за наступного понтифіка — Павла IV. 19 червня 1555 року стає префектом Риму. У 1558 році він прийняв посаду генерала Неаполітанського королівства, надану йому іспанським королем Філіппом II, за 12 тис. скудо на рік. Спільно з зятем Нікколо Бернардіно Сансеверіно брав участь у кампаніях проти Османської імперії.
1560 року став кавалером Ордену Золотого руна. У 1566 році він відправив свого сина і спадкоємця Франческо Марію до іспанського двору для навчання. Водночас переніс двір до Пезаро. У 1560-х роках тримання розкішного двору герцога (підтримка художників й поетів), шалені витрати сина в Іспанії, витрати, насамперед на укріплення Пезаро, падіння доходів через голод і епідемію чуми, що вразили герцогство, а також несплату узгодженої суми королем Іспанії, зробили фінансову ситуацію в Урбінському герцогстві нестабільною та викликали народне невдоволення. Для виправлення ситуації надав низки пільг містам та сільських комунам.
Ситуація погіршилася в 1571 році через низку надзвичайних витрат: весілля доньки 1570 року та надання коштів на війну з Османською імперією. Річний дефіцит становив 8600 скудо. Щоб усунути труднощі, герцог у вересні 1572 року впровадив мита на різні продукти харчування. Наслідком стало повстання в м. Урбіно 1573 року. Повсталі намагалися отримати допомогу від папи римського Григорія XIII та великого герцога тосканського Козімо I Медічі, але марно. Гвідобальдо II жорстоко придушив повстання, позбавивши Урбіно усіх пільг.
Помер 1574 року в Пезаро. Йому спадкував син Франческо Марія II

## Родина
1. Дружина — Джулія, донька Джованні Марія ді Варано, герцога Камеріно
Діти:
- Вірджинія Фельтрія (1544—1571), дружина: 1) Федеріко Борромео, герцога Камерино, принца Орії та графа Арони; 2) Фердинанд Орсіні, герцога Гравіна

2. Дружина — Вітторія, донька П'єр-Луїджі Фарнезе, герцога Парми
Діти:
- Франческо Марія (1549—1631), герцог Урбіно
- Ізабелла (1554—1619), дружина Нікколо Бернардіно Сансеверіно, графа Трікаріко
- Лавінія (1558—1632), дружина Альфонсо Феліче д'Авалос, принца Франкавілья